# Wulf Brandstädter

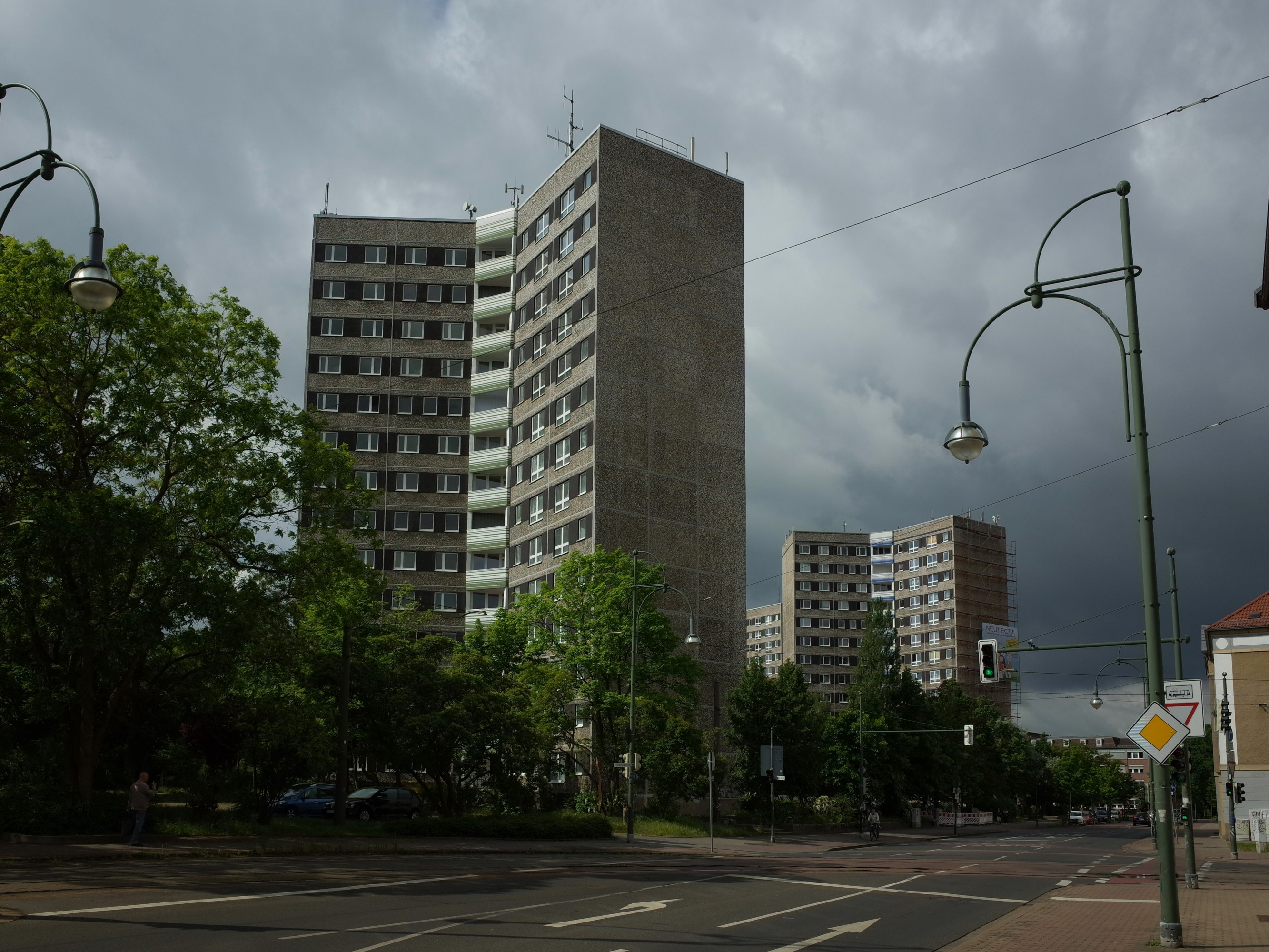
Y-Häuser in Dessau (1969–1972)

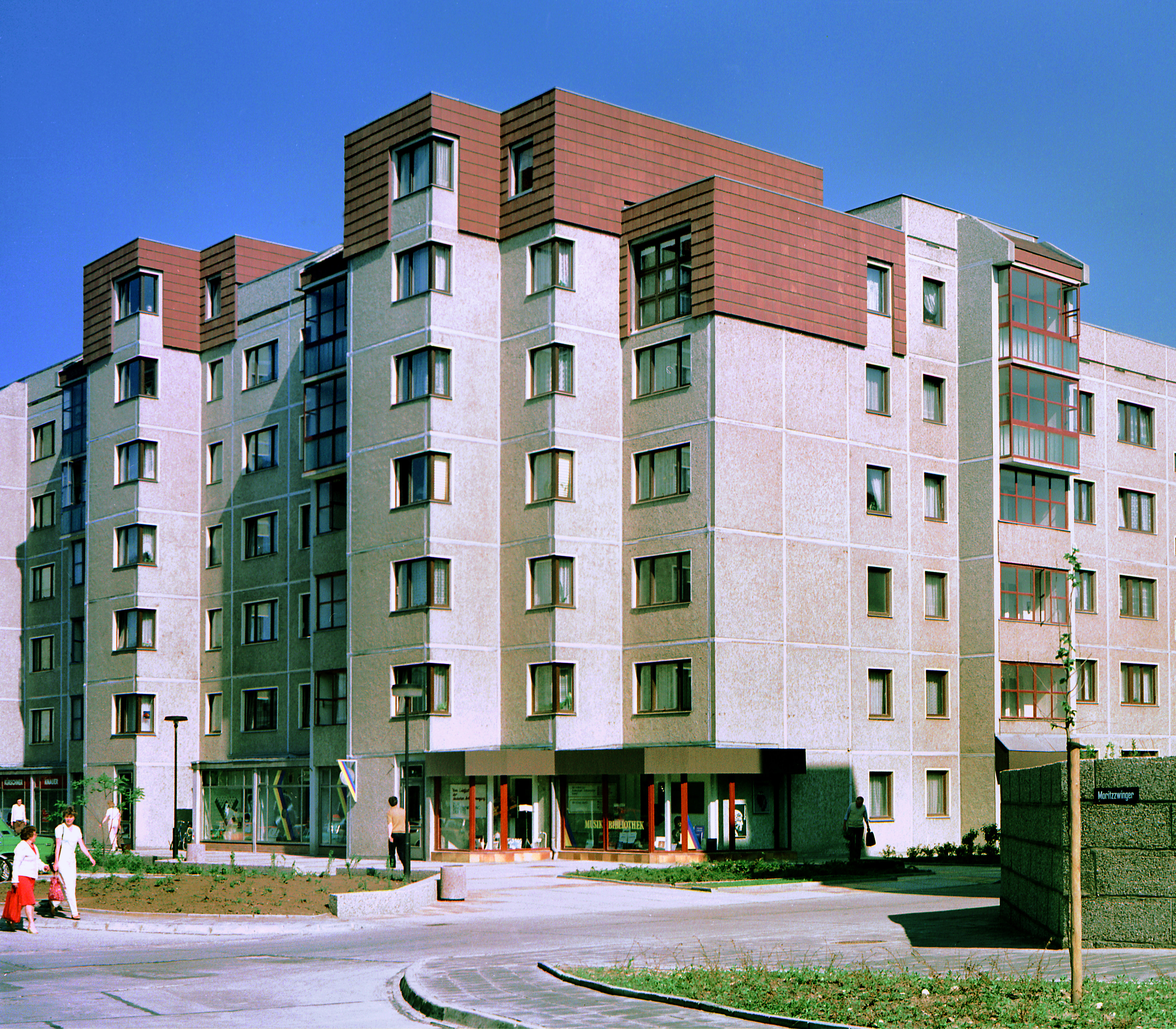
Brunos Warte in Halle (1981–1986)

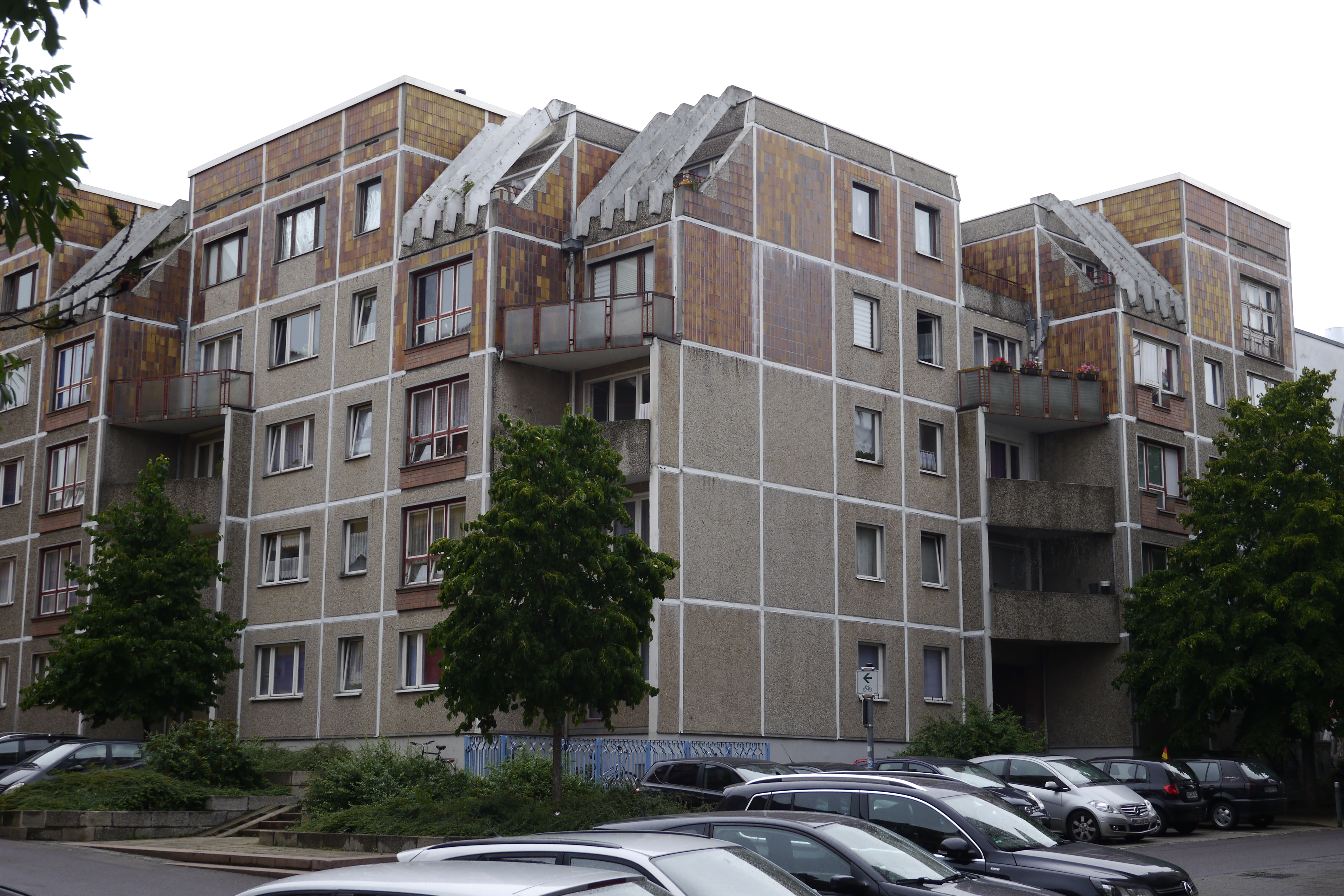
Große Klausstraße in Halle (1985)

Wulf Brandstädter (* 5. Februar 1937 in Merseburg) ist ein deutscher Architekt. Er war Spezialist für Plattenbauten und befasste sich mit deren Integration ins innerstädtische Umfeld. Von 1983 bis 1990 war er Stadtarchitekt von Halle (Saale).

## Leben
Wulf Brandstädter studierte ab 1955 für sechs Jahre Architektur an der TH Dresden. Danach begann er eine Laufbahn beim VEB Hochbauprojektierung Halle, aus welchem 1964 der VEB Halle-Projekt entstand, bevor dieser schließlich 1968 im VEB Wohnungsbaukombinat Halle aufging. Dort war er erst als Entwurfsbearbeiter, später als Brigadeleiter und zuletzt als stellvertretender Chefarchitekt und Komplexarchitekt tätig. In den 1960er und 1970er Jahren gehörten verschiedene Typenprojektierungen zu seinen Aufgabenfeldern. Danach wandte er sich innerstädtischen Bauaufgaben zu, wie der Umgestaltung und Erneuerung alter Stadtstrukturen. Im Jahre 1982 wurde er mit dem Architekturpreis der DDR ausgezeichnet. Ein Jahr darauf  berief man ihn zum Stadtarchitekten von Halle. Bis 1990 war er Chef des Büros für Stadtplanung beim Rat der Stadt Halle und noch bis 1991 Leiter des dortigen Stadtplanungsamtes. Danach baute er die Niederlassung der Bauunternehmung Philipp Holzmann AG in Halle auf.

## Bauten
- 1969–1972: Y-Häuser im Dessauer Stadtpark[3] ⊙
- 1972–1975: Y-Häuser im vierten Wohnkomplex von Halle-Neustadt
- 1977–1980: Bebauung am Marktplatz, in der Burgstraße und am Entenplan in Merseburg
- 1981–1986: Innerstädtischer Wohnungsbau Brunos Warte in Halle, mit Sigrid Schaller, Uwe Graul und Rüdiger Thäder ⊙
- 1985: Gebäudezeile Große Klausstraße in Halle[4] ⊙
- 1986: Gebäudezeile Salzstraße in Halle
- 1988: Innerstädtischer Wohnungsbau Großer Berlin in Halle, mit Sigrid Schaller ⊙

- Karte mit allen Koordinaten:
- OSM |
- WikiMap

## Schriften
- 14-geschossiges Wohngebäude in Dessau. In: Deutsche Architektur, Jahrgang 1973 Nr. 9, S. 550–551
- Innerstädtischer Wohnungsbau Brunos Warte. In: Architektur der DDR, Jahrgang 1986 Nr. 6, S. 330–336
- Zur städtebaulichen Planung der Stadt Halle. In: Architektur der DDR, Jahrgang 1986 Nr. 6, S. 327–329